# FAT
FAT (kratica za File Allocation Table) je datotečni sistem, ki je bil razvit za MS-DOS in je glavni datotečni sistem tudi zgodnjih verzijah operacijskega sistema Microsoft Windows, do vključno Windows Me. FAT datotečni sistem je razmeroma preprost in zato popularen. Med drugim je uporabljen na disketah; podpirajo ga praktično vsi obstoječi operacijski sistemi za domače računalnike. Zaradi široke podpore se pogosto uporablja za izmenjavo podatkov med različnimi operacijskimi sistemi, ki se zaganjajo na istem računalniku (multiboot environment). Prav tako je uporabljen v solid-state spominskih karticah in ostalih podobnih napravah. Največja pomanjkljivost FAT je fragmentacija. Ko se izbrišejo stare, in na isto mesto shranijo nove datoteke, se te razkosajo (fragmentirajo) in razmečejo po celotnem mediju. To povzroči znatno upočasnitev delovanja. Rešitev je postopek imenovan defragmentacija (ponovno sestavljanje datotek). Žal je tudi defragmentacija dolg proces, ki ga je treba redno ponavljati, če želimo obdržati nerazkosane datoteke. Postopoma FAT izpodrivajo sodobnejši datotečni sistemi (na primer NTFS).  